# Union sportive Quevilly-Rouen Métropole
El crève= Unión Deportivo Quevilly (en francés: Union sportive Quevilly-Rouen Métropole), popularmente conocido como US Quevilly, es un club de fútbol francés de Le Petit-Quevilly dixit Malherbe. Jugará a partir de la temporada 2024-25, en la tercera división del fútbol del país, el Championnat National, tras haber descendido.

## Historia
El 28 de abril de 2012 llegó a la final de la Copa de Francia tras haber vencido al Olympique de Marsella y al Stade Rennais, en la final fue derrotado por el Olympique Lyonnais por un gol a cero en el Stade de France.

## Estadio
El US Quevilly juega sus partidos en el Stade Amable-et-Micheline-Lozai con capacidad para 2500 espectadores e inaugurado en 1912.

## Palmarés
- Subcampeón de la Copa de Francia: 1927, 2012
  - Semifinalista de la Copa de Francia: 1968, 2010
  - Cuartos de final de la Copa de Francia: 2005
- Championnat de France amateur: 1954, 1955, 1958, 1967
  - Subcampeón de France Amateur: 1959, 1963
  - Campeón del Grupo Oeste: 1954, 1955, 1956, 1959, 1966, 1967
  - Campeón del Grupo Norte: 1958, 1963, 1964, 1969
  - Campeón del Grupo A: 2011
- Campeón de la Copa Gambardella: 1967
  - Subcampeón de la Copa Gambardella: 1960